# Де Робертис, Федерико
Федерико Де Робертис (итал. Federico De Robertis; род. 1962) — итальянский музыкант, композитор и продюсер.

## Биография и творчество
Родился 5 июня 1962 года в Лукке итальянской области Тоскана.
В 1987 году создал свою первую группу Freddy & i Freddi. В следующем году в Ливорно получил диплом музыкального образования по классу фортепиано в Istituto superiore di studi musicali Pietro Mascagni, и к тому времени прикоснулся к миру электронной композиции, ознакомившись с семплерами, синтезаторами и секвенсорами.
Работать над саундтреками стал в 1991 году вначале с режиссёром Габриэле Сальваторесом, затем с Карло Вандзина и потом с другими кинематографистами.
В октябре 2011 года Де Робертис основал музыкальную группу Fede & gli Infedeli, с которой исполнил несколько саундтреков и песен собственного сочинения.
В 2018 году он написал тему для фильма «Volare» режиссёра Габриэля Сальватореса, и в том же году он работал над музыкой для мультимедийного арт-проекта «La rondine» по произведению Джакомо Пуччини «Ласточка».
В следующем году, в рамках мероприятия, организованного Lucca Film Festival, прозвучали его аранжировки к фильму «Бегущий по лезвию», написанные Вангелисом.
В 2020 году Федерико Де Робертис написал музыку для Italia Lockdown — коллективного фильма под руководством Сальватореса.

## Награды
- Премия «Давид ди Донателло»
  - 1994 — Номинация на лучший саундтрек к фильму Sud[англ.]
  - 1997 — Номинация на лучший саундтрек к фильму Нирвана
  - 2015 — Номинация на лучший саундтрек к фильму The Invisible Boy
- Серебряная лента
  - 1994 — Премия за лучший саундтрек к фильму Sud
- Golden Ciak
  - 1994 — Премия за саундтрек к фильму Sud
- Золотой глобус
  - 1994 — Премия за саундтрек к фильму Sud